# Автомобільний стробоскоп
Автомобільний стробоскоп — електронний пристрій, який формує швидкі і потужні світлові спалахи зі стробоскопічним ефектом. Існує декілька типів автомобільних стробоскопів, в залежності від задачі, для якої виготовлений пристрій:
- Для діагностики і налаштування кута випередження запалювання в контактних і безконтактних системах запалювання автомобілів.
- Для привернення уваги інших учасників дорожнього руху, в тому числі і пішоходів.

1. Спец сигнали;
2. Денні ходові вогні;
3. SPS контролери додаткових стоп-сигналів.

## Діагностичні стробоскопи
Для стабільної роботи будь-якого автомобіля важливим є правильне встановлення початкового моменту запалювання повітряно-паливної суміші в циліндрах двигуна (спалах іскри свічки запалювання повинен відбуватись в той момент, коли поршень знаходиться в ВМТ (верхній мертвій точці)). Оскільки існує природна затримка між моментом видачі високовольтного імпульсу на свічку і моментом коли імпульс дійде до електродів свічки, встановлюється кут випередження запалювання, який дає змогу подати іскру в потрібний момент. Не вірно налаштований кут випередження запалювання призводить до зайвих перевитрат пального, ускладненого запуску двигуна в холодну пору року і передчасного виходу двигуна автомобіля з ладу.
Для діагностики кута випередження запалювання на стробоскоп подають живлення борт мережі (під'єднують затискачі стробоскопа до відповідних клем на АКБ) а провід управління стробоскопу під'єднують до високовольтного кабелю першої свічки.
Запускають двигун і направляють стробоскоп на шків колінчатого валу. На кожен прихід імпульсу на свічку першого циліндра стробоскоп буде видавати один світловий спалах. Якщо кут випередження запалювання встановлений вірно, мітка випередження запалювання яка нанесена на шківі колінчатого валу, буде збігатися зі штифтом (чи іншим маркером для налаштування). Якщо мітка не збігається зі штифтом-маркером, необхідне регулювання. Оскільки ефект стробоскопа як раз і полягає в тому, що рухомі частини механізмів в світлі стробоскопа людським оком сприймаються як не рухомі, це і дало можливість застосувати його для діагностики і налаштування вірного моменту запалювання.

## Стробоскопи для привернення уваги до автомобіля

### Спеціальні сигнали
Колір синій, червоний.
Задача будь якого автомобільного спец. сигналу привернути увагу учасників дорожнього руху до машини, і встановити її пріоритетність на дорозі.
Такими стробоскопами оснащуються автомобілі супроводу перших осіб держави, автомобілі протокольної служби при МЗС, дипломатичні і консульські автомобілі, автомобілі СБУ, МВС, МНС, а також автомобілі швидкої допомоги. Колір сигналів червоний і синій. Таке правило кольорового пріоритету існує практично в кожній країні світу.
Спец. сигнали відрізняються від звичайних як конструкцією і способом кріплення, так і більш високою ціною. І це не дивно. Оптичні блоки стробоскопів розміщуються в корпусі з міцного, стійкого до ударних навантажень пластику, який до того ж має гарні світлопропускні властивості. Кріплення таких стробоскопів виконується через металеві ламелі тримачі, які міцно тримають пристрій на радіаторній решітці. У випадку кріплення на дах автомобіля, застосовується потужний неодимовий магніт, здатний тримати пристрій на високих швидкостях і при поворотах.

### Денні ходові вогні
Колір — білий, місячно-білий.
Застосовуються в автомобілях для тюнинга світлооптичної системи. За великим рахунком це декоративний елемент, який тим не менш дозволяє виділити автомобіль серед потоку, і підкреслити його зовнішній вигляд.
Лампи стробоскопів можуть бути як світлодіодні так і галогенові, і навіть газорозрядні. Останні вже втратили свою актуальність і популярність, оскільки мають високий ступінь енергоспоживання, але все ж подекуди вони трапляються в продажі і на це слід звернути свою увагу при виборі стробоскопа.
Найбільш широке розповсюдження отримали світлодіодні стробоскопи, які зарекомендували себе довгим строком служби, низькою вартістю і простотою в обслуговуванні.
Додатковим плюсом у застосуванні стробоскопів може бути не значне зниження витрат пального під час їзди. Оскільки в штатних ходових вогнях автомобілів можуть використовуватись більш потужні лампи, то використання стробоскопів з світло діодами як ДХВ є розумною альтернативою, так як світло діоди не створюють додаткового значного навантаження на електромережу і тим самим зменшують витрати палива.
Конструктивно можуть бути виконані як окремі прямокутні блоки з власним корпусом, так і безкорпусні варіанти у вигляді гнучких прозорих силіконових стрічок.
Установка стробоскопів виконується як правило на радіаторну решітку, під бампер (або врізаються в бампер), також можуть встановлюватись в блок-фари головної оптики (за умови якщо конструктив блок-фари дозволяє розмістити стрічку в середині). Іноді стробоскопи можуть бути вмонтовані в протитуманні фари і навіть в дзеркала заднього виду.
Як правило, більшість моделей стробоскопів мають декілька режимів роботи, від постійного горіння до декількох варіантів з різною кількістю спалахів, або різною частотою спалахів.
Схемна реалізація таких стробоскопів доволі проста і реалізована через генератори імпульсів, в найпростішому варіанті через мультивібратори, в більш складних пристроях, через інтегральну мікросхему — таймер 555 серії.
Управління стробоскопами може бути двох принципово різних видів, або провідне або радіо брелок. Використання моделей з управлінням через радіоканал більш виправдано з точки зору зручності в користуванні і простоти інсталяції. Але існує один суттєвий недолік. Оскільки частота радіоканалу відкрита і доступна, може виникнути ситуація, коли поруч можуть опинитись два, а то і більше власників подібних або однакових по виробнику і моделі пристроїв. І тоді будь хто з них зможе керувати всіма пристроями які знаходяться в зоні роботи брелоку. Але на щастя зона покриття не значна, близько 10-20 м, тому імовірність подібної зустрічі досить низька.
В цілому, використання автомобільних стробоскопів в передній частині автомобіля не заважає зустрічним транспортним засобам, але за умови розташування їх таким чином щоб спалахи не сліпили водіїв їдучих на зустріч або в попутному напрямку через дзеркала заднього виду.

### SPS контролер стробоскоп додаткового стоп-сигналу

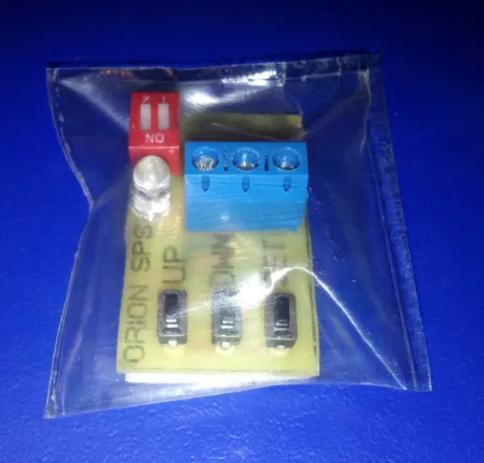
Автомобільний SPS контролер — стробоскоп

Автомобільний електронний пристрій, розроблений для підвищення пасивної безпеки автомобіля під час руху. Інтегрується в ланцюг живлення додаткового стоп-сигналу. Використання з основними стоп сигналами заборонено.
SPS (Safety Passive System) контролери прийшли на споживчий ринок із світу Формули-1, де вони широко застосовуються в автомобілях F1 для підвищення безпеки пілотів під час дощу та в складних погодних умовах. Ефективність роботи SPS контролерів було випробувано та схвалено Міжнародною Автомобільною Федерацією FIA яка визнала доцільним застосування цих пристроїв в перегонах і які рекомендовано для встановлення на всі автомобілі.
Це рішення цілком логічне і вкладається в парадигму безпеки дорожнього руху не тільки для автомобілів F1, але і для звичайних автомобілів які використовуються в нічний час або за складних погодних умов, коли габаритні вогні зливаються з стоп-сигналами і не зрозуміло, почав автомобіль гальмувати чи ні. Крім того, доволі часто трапляються випадки неуважності водіїв на дорозі, що в результаті також може закінчитись ДТП.
Саме для привернення уваги водіїв до зміни дорожньої обстановки попереду і був створений SPS контролер.
Принцип роботи контролера полягає в наступному: при натисканні на педаль гальм, контролер формує серію імпульсів з подальшим переходом в режим постійного сигналу. Цей пакет поступає на додатковий стоп-сигнал де і відтворюється штатними лампами у вигляді спалахів, привертаючи увагу водіїв їдучих позаду. При повторному натисканні на педаль гальм цикл роботи контролера повторюється.
Особливістю SPS контролера стробоскопа є те, що він має власне програмне забезпечення, за допомогою якого користувач може самостійно налаштувати бажаний або оптимальний режим роботи, і зберегти ці налаштування в енергонезалежну пам'ять пристрою.
На українському ринку SPS контролер представлений під торговельною маркою «SPS ORION».